# Институт астрофизики АН Таджикистана
Институт астрофизики Национальной академии наук Таджикистана (ИА НАНТ) — был основан в 1958 году на базе Таджикской астрономической обсерватории (1948—1958 годы — Сталинабадская астрономическая обсерватория), созданной в 1932 году. В 2002 году в Институте было 60 сотрудников, 30 из которых научно-технический персонал. В советское время институт носил название «Институт астрофизики Академии наук Таджикской ССР».

## Руководители обсерватории
- 1932—1933 — Астапович, Игорь Станиславович (первый директор Таджикской астрономической обсерватории)
- 1933—1937 — Цесевич, Владимир Платонович
- 1942—1945 — Соловьев, Александр Васильевич
- 1947—1959 — Соловьев, Александр Васильевич — первый директор института
- 1959—1971 — Бабаджанов, Пулат Бабаджанович[1] — второй директор института
- 1971—1977 — Добровольский, Олег Васильевич
- 1978—1992 — Максумов, Музафар Нусратуллаевич[2][3]
- 1992—2002 — Бабаджанов, Пулат Бабаджанович — второй срок
- 2002—2014 — Ибадинов, Хурсанд Ибадинович.
- с 2014—2024 — Кохирова Гульчехра Исроиловна
- с 2024 — Буризода Анвар Махмад

## История
В 1932 году была основана Таджикская астрономическая обсерватория (ТАО). Данное событие произошло после прибытия ленинградских астрономов: С. Г. Натансона, Д. О. Мохнача, Б. В. Окунева, А. В. Маркова. Основана ТАО была в Душанбе 13 ноября 1932 года. Главное здание обсерватории было построено в 1936 году. Основными научными задачами для обсерватории были: изучение переменных звезд, метеоров, комет и астроклимата Таджикистана для подборки места для более крупной обсерватории. Первичная материальная база была поставлена из Ленинградского университета и Пулковской обсерватории. В 1941 году обсерватория была включена в состав Таджикского филиала АН СССР. С 1948 года, в связи с переименованием города Душанбе на Сталинобад обсерватория называется Сталинабадской астрономической обсерваторией (САО). В 1958 году на базе обсерватории основан Институт астрофизики Академии Наук Республики Таджикистан. За два года до этого была основана новая наблюдательная станция, в 14 км к Ю-З от Душанбе — Гиссарская обсерватория. А в 1980 году была завершена постройка обсерватории Санглок (в 90 км южнее Душанбе). У института есть третья наблюдательная станция: Памирская высокогорная обсерватория «Солнечный астрономический наземный комплекс Памир» («САНКП»). Наиболее важным событием в истории обсерватории после распада СССР явился договор, подписанный в 2006 году с Институтом прикладной математики им. М. В. Келдыша Российской Академии Наук о взаимном сотрудничестве и работе в рамках проекта ISON (бывший ПулКОН). С 2007 года на Гиссаре на АЗТ-8 возобновились регулярные наблюдения по совместной программе с ПулКОНом.

## Наблюдательные базы и их инструменты
- Душанбе (постройка в 1932—1936 г):

- 6.5-дюймовый рефрактор (100 мм апохромат Цейсса) (1933 год)
- 162 мм рефрактор Штейнгеля (1933 год)
- Астрономические часы (1933 год)
- 150-миллиметровый кометоискатель (1933 год)
- простейшие угломерные инструменты (1936 год)
- два двойных астрографа с объективами Индустар-13 (D = 67 мм, F = 300 мм) (1938 год) — для фотографического обзора переменных звезд
- астрокамера с объективом Индустар-17 (D = 97 мм, F = 500 мм) (1938 год) — для фотографического обзора переменных звезд
- метеорный патруль на базе фотоаппаратов (1939 год)
- В 1956 году на обсерватории был введен в работу новый, более светосильный метеорный патруль, состоящий из трех агрегатов с параллактической монтировкой, по 7 аэрофотосъемочных камер НАФА с объективами «Уран-9» (D=100 мм, F=250 мм).
- АЗТ-7 (1957 год) — в дальнейшем был перенесен в Гиссарскую обсерваторию
- астрографы «Индустар-13», «.Индустар-17», двойные малые астрографы «.Комета А», «Комета Б» (с ЭОПом),

- Гиссарская обсерватория
- Обсерватория Санглок
- Памирская высокогорная обсерватория «Солнечный астрономический наземный комплекс Памир» («САНКП») — Мургабский район, восточный Памир, Горно-Бадахшанская автономная область Таджикистана, 4350 метров над уровнем моря, 250 ясных ночей в год. Является филиалом обсерватории Санглок. За год выпадает менее 100 мм осадков, среднемесячная скорость ветра 6 м/с, яркость неба 22 зв.вел./кв. угл. сек. (в фильтре V), FWHM=0.54", коэффициент прозрачности = 0.86 (отличный результат).

- Кассегрен РТ-700 (D = 700 мм, F = ? мм)
- Солнечный телескоп (D= ? мм , F = 200 метров)

## Отделы института
При основании Таджикской астрономической обсерватории (1932г) были 3 отдела:
- Метеорный, включающий лаборатории:

- Фотографических исследований (1971г)
- Радиолокационная (1960г)
- Ионосферная (1960г)

- Кометный
- Переменных звезд

Впоследствии были созданы:
- Сектор теоретической астрофизики (1965 год)
- Лаборатория экспериментальной астрофизики (1972 год)
- Отдел астрометрии (1975 год)

## Направления исследований
- Наблюдение и исследование метеорных потоков, болидов
- Наблюдение и исследование атмосферы Земли (в оптике и в радио диапазонах)
- Эволюция орбит короткопериодических комет и околоземных астероидов (с 1990 года)
- Эволюция метеорных роев и метеорных потоков
- Исследование комет
- Астрометрические задачи
- Наблюдения ИСЗ
- Исследования нестационарных звезд (переменные звезды) — наблюдения
- Наблюдение и исследование предельно слабых переменных звезд, членов Т-ассоциаций Галактики и цефеид М31
- Комплексные фотометрические, поляриметрические и спектральные исследования газо-пылевых оболочек нестационарных звезд типа Т-Тельца
- Теоретические исследования структуры и динамики галактик

## Основные достижения
- Награда: Орден Трудового Красного Знамени (март 1969 года)
- Открытие кометы C/1955 N1 (Bakharev-Macfarlane-Krienke) или Бахарева-Макфарлана-Кринке (А. М. Бахарев)[4]
- Составлены каталоги орбитальных элементов метеороидов до входа в атмосферу Земли (опубликованы в МАС)
- Реализован метод мгновенного фотографирования метеоров (с экспозицией 0.00056 сек) — что позволило установить факт дробления метеорных тел
- Установление соотношения между интенсивностью свечения и начальной электронной плотностью следа метеора (оптические и радио наблюдения)
- Попытка кратковременных предсказаний землетрясений по ионосферным наблюдениям
- Участие в Советской экваториальной метеорной экспедиции в Сомали (1968—1970гг)
- Разработка и активное участие в международной программе исследования кометы Галлея и её метеорных потоков (IHW и СОПРОГ) (с сентября 1984 г. на 1-м телескопе велось регулярное наблюдение и фотографирование кометы Галлея)
- Исследованы астероиды комплекса Таурид
- Фототека «Службы неба», состоящая из 70 тысяч снимков (съёмка всего неба, разбитого на 100 площадок 12х12 градусов до склонения −45 гр с проницанием до 12,5 зв. вел., 300 снимков каждой площадки с 1940 по 1957 года)
- Открытие более 100 переменных звёзд в Т-ассоциациях
- С 1952 года издаются «Бюллетени Института Астрофизики АН РТ» (к 2002 году выпущено 83 номера)
- С 1958 по 1992 года издавался общесоюзный журнал «Кометы и метеоры» (выпущено 43 номера)
- Участие в мероприятиях Международного геофизического года и Международного года спокойного Солнца
- При сотрудничестве с российскими и словацкими астрономами создан каталог эволюции короткопериодических комет
- Открытие А. В. Соловьевым трёх вспышек Новых: V528 Aql (1945г), V720 Sco (1950г) и V723 Sco (1952 год)[5]
- Открытие Новой Малой Медведицы 1956 года (RW UMi) в 1963 году В. Сатыволдиевым по архивным снимкам[5]
- На Гиссарской обсерватории на телескопе АЗТ-8 с помощью электронно-оптической системы Красногорского оптико-механического завода выполнены высококачественные наблюдения «Луны-16», «Зонда-8», «Луны-17» и последующих космических аппаратов типа «Луна» и «Марс», контроль сближения советского и американского космических кораблей в ходе выполнения международного проекта «ЭПАС» (Экспериментальный полё Аполлон-Союз в 1975 году).[6]
- В 1980—1990-х годах выполнен фотографический обзор по проектам ФОН (фотографический обзор неба), ФОКАТ-Ю (ФОтографический КАТалог)
- Участие в проектах AIDA (Aresibo Initiative on Dynamics of Atmosphere), DYANA (DYnamical Adapted Network for Atmosphere), STEP (Solar Terrestial Energy Program).
- Первые успешные наблюдения покрытия звезд астероидами на территории бывшего СССР (17 августа и 17 октября 1979 года) в ГисАО[7][8]
- Из астрометрических наблюдений астероидов, проведенных в Душанбе были опубликованы только за середину 1949 года.[9]

## Известные сотрудники (кроме руководства)
- А. В. Марков — был среди первых прибывших Ленинградских астрономов, которые и основали Таджикскую астрономическую обсерваторию
- С. И. Герасименко, открывшая совместно с К. И. Чурюмовым комету Чурюмова-Герасименко

## Адрес обсерватории
- Республика Таджикистан, город Душанбе 734042, ул. Бухоро, 22, Института астрофизики АН РТ, Тел.: 2274614, 2274624.

## Интересные факты
- Малые тела Солнечной системы с именами сотрудников института и обсерваторий: (2746) ГисАО, (2469) Таджикистан, (7164) Babadzhanov, (4011) Бахарев, (4207) Чернова, (3013) Dobrovoleva, (3945) Герасименко, (3436) Ибадинов, (4206) Киселев.